# 벨포르역
벨포르역(프랑스어: Gare de Belfort)은 프랑스 동부의 벨포르 지역, 벨포르 마을에 서비스를 제공하는 기차역이다. 파리-뮐루즈 및 벨포르-델선에 위치해 있다.

## 운행편
벨포르에는 TER 그랑 Est 및 TER 부르고뉴-프랑쉐-콤트의 지역 열차가 있다.
- 에피날
- 브장송-비오트
- 브졸
- 뮐루즈빌
- 빌/비엔까지 운행하는 스위스 연방 철도와 연결되는 델.